# Mercedes-Benz O400
Mercedes-Benz O400 — серія туристичних автобусів Mercedes-Benz, вироблених в Німеччині, Аргентині, Бразилії і Мексиці в 1991—2007 роках.

## Опис
Виробництво автобусів Mercedes-Benz 400-ї серії стартувало в 1991 році заміною автобуса Mercedes-Benz O371. Перший час автобуси O400 були ідентичні O371, відмінності полягають в передній частині і бамперах. За всю історію виробництва на автобуси ставили дизельні двигуни внутрішнього згоряння OM447 або OM449, які в O371 не використовувалися. В Аргентині модель вироблялася до 2003 року, тоді як в інших країнах виробництво завершилося в 2007 році. У 400-у серію входять автобуси Mercedes-Benz O 404 (туристичний), Mercedes-Benz O405 (міський) і Mercedes-Benz O407 (приміський).

## Модельний ряд
| Модель          | Шасі      | Двигун               | Трансмісія  | Передня вісь | Задня вісь                   |
| --------------- | --------- | -------------------- | ----------- | ------------ | ---------------------------- |
| O 400 UP        | 664.025-3 | OM 449 A             | S 6-90      | VO 4/13 DL-7 | HO4/01 DL-10; HO 7/01 DL-10  |
| O 400 R         | 664.105-3 | OM 449 A; OM 449 LA  | S 6-1550    | VO 4/13 DL-7 | NR 4/12 DL-6; HO 4/01 D-10   |
| O 400 RSE       | 664.126-3 | OM 447 LA            | S 6-1550    | VO 4/13 DL-7 | HO 4/01 DL-10; HO 4/01 DL-10 |
| O 400 RSL       | 664.188-3 | OM 447 LA            | S 6-1550    | VO 4/13 DL-7 | HO 4/01 DL-7                 |
| O 400 RSD       | 664.198-3 | OM 447 LA            | S 6-1550    | VO 4/13 DL-7 | HO 4/01 DL-10; NR 4/12 DL-6  |
| O 400 UP        | 664.206-1 | OM 449 A; OM 449 LA  | 5 HP 500    | VO 4/13 DL-7 | HO 7/01 DL-10                |
| O 400 RS        | 664.211-1 | OM 447 LA            | S 6-1550    | VO 4/13 DL-7 | HO 4/01 DL-10                |
| O 400 RS Buggy  | 664.221-1 | OM 447 LA            | S 6-1550    | VO 4/13 DL-7 | HO 4/01 DL-10                |
| O 400 RSE Buggy | 664.231-1 | OM 447 LA; OM 457 LA | S 6-1550    | VO 4/13 DL-7 | HO 4/01 DL-10                |
| O 400 RSD Buggy | 664.238-1 | OM 447 LA; OM 457 LA | S 6-1550    | VO 4/13 DL-7 | HO 4/01 DL-10; NR 4/12 DL-6  |
| O 400 RSD       | 664.239-1 | OM 447 LA            | S 6-1550    | VO 4/13 DL-7 | HO 4/01 DL-10; NR 4/12 DL-6  |
| O 400 UP        | 664.240-1 | OM 449 LA            | S 6-90      | VO 4/13 DL-7 | HO 7/01 DL-10                |
| O 400 UPA       | 664.290-1 | OM 449 LA            | VOITH D 863 | VO 4/13 DL-7 | HO 7/01 DL-10; NR 4/24 DL-10 |

В Аргентині деякі моделі отримали індекси O373 і O374..